# Zielonaja Griwa (obwód wołogodzki)
Zielonaja Griwa (ros. Зелёная Грива) – wieś w Rosji, w rejonie nikolskim obwodu wołogodzkiego. W 2021 r. była niezamieszkana.